# São Dinis (Reunião)

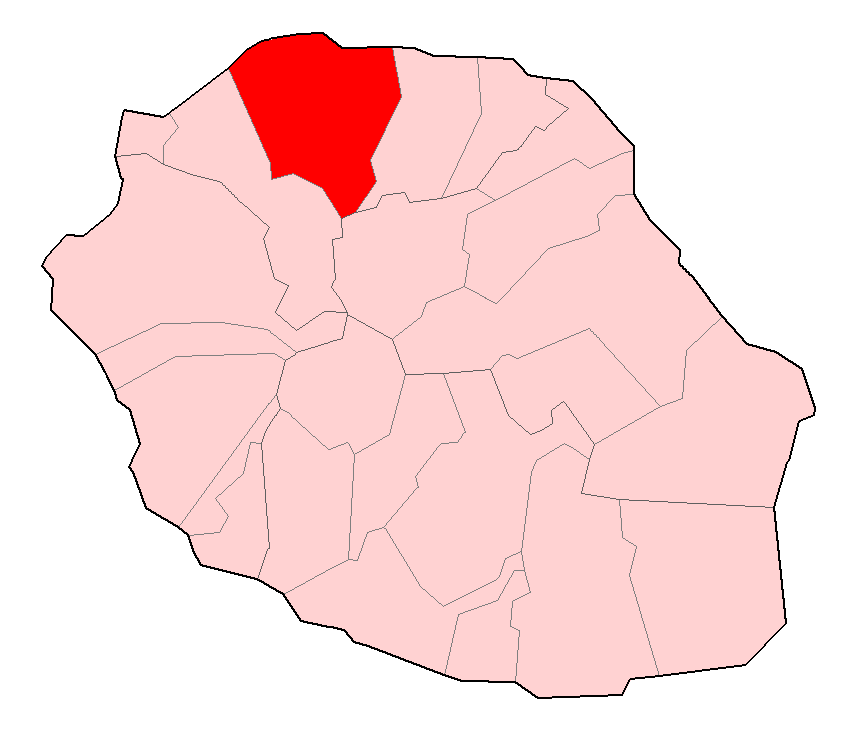
Localização de São Dinis na Ilha de Reunião

São Dinis (em francês: Saint-Denis) é uma comuna francesa situada no norte do  departamento e da região administrativa de Reunião.
Tem uma superfície de   142,79 km2 e, segundo o censo de 2004, uma população de 136.588 habitantes.
O território do município de São Dinis tem como limite  La Possession, Sainte-Marie e  Salazie. Com 2.276 metros de altitude, a  Roche Écrite  é o ponto mais elevado do município.
Foi fundada pelo primeiro governador da Ilha Burbom,  Étienne Regnault, em 1669.

## Cidades irmãs

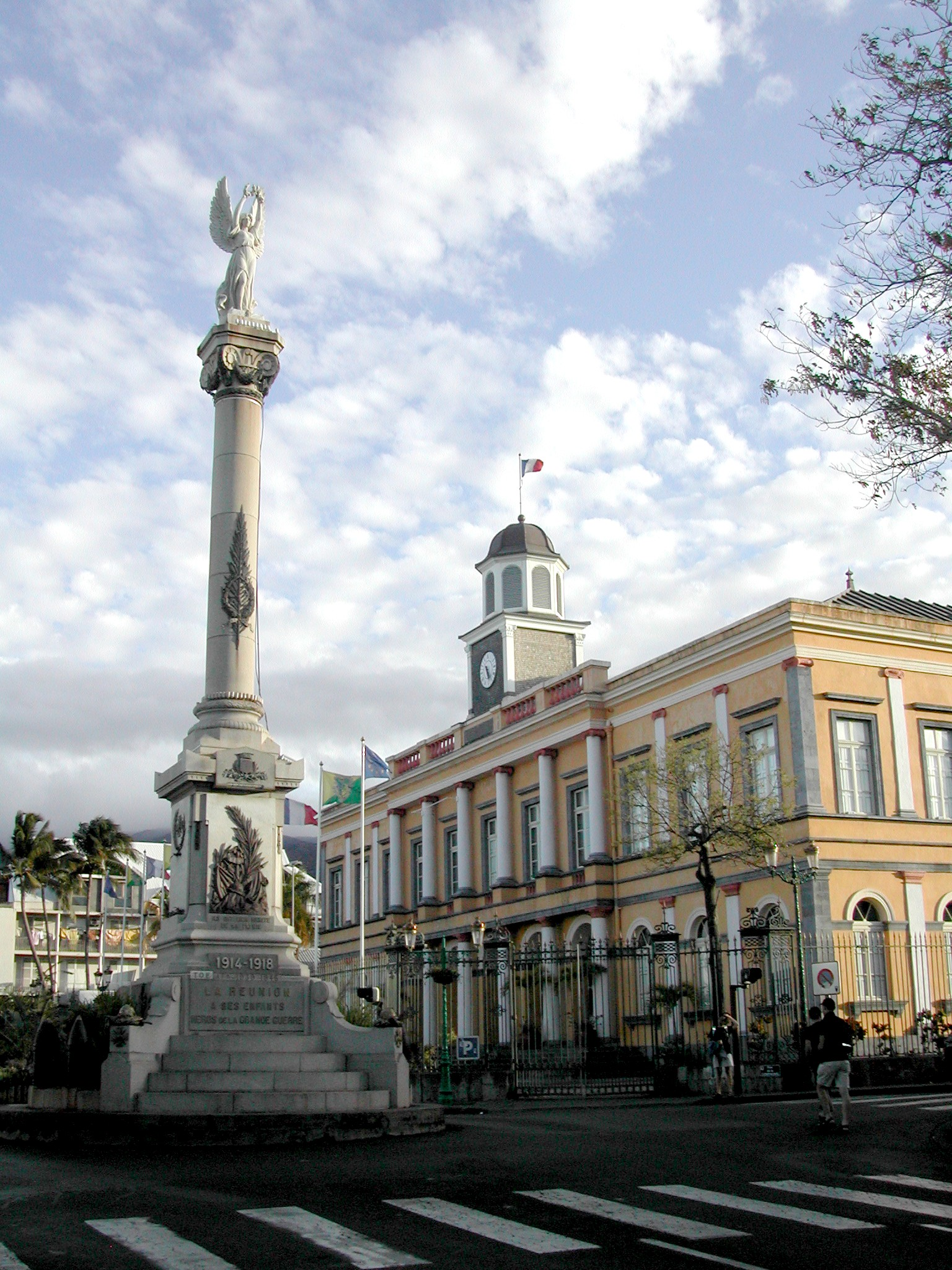
Os antigos Paços do Concelho (sede de prefeitura) de São Dinis de Reunião e o monumento da Vitória.

As cidades irmãs de São Dinis são:
- Nice, França (1961)
- Metz, França (1986)
- Tânger, Marrocos
- Taiuã, China (2012)

## Turismo
- A Catedral de São Dinis
- A mesquita Noor-e-Islam, a maior de Reunião e a mais antiga existente em solo francês (1905).
- O Jardin de l'État e do Museu de História Natural de Reunião.

## Personalidades
Condenado ao exílio em Reunião, o marroquino Rais Abd el-Krim[ligação inativa] viveu alguns anos em São Dinis a partir de 1926.
- François Gédéon Bailly de Monthion (1776-1850), major-general cujo nome aparece no Arco do Triunfo.
- Augustus Lacaussade (1815-1897), poeta.
- Roland Garros (1888-1918), aviador e um pioneiro da aviação francês.
- Raymond Barre[ligação inativa] (1924-2007), político.
- Daniel Sangouma (1965), sprinter
- Willy Grondin[ligação inativa] (1974), jogador de futebol